# Лордкипанидзе, Иван Несторович
Иван Несторович Лордкипанидзе (груз. ივანე ნესტორის ძე ლორთქიფანიძე, 30 июля [11 августа] 1889 или 30 июля 1890, Сенакский уезд, Кавказская администрация — 21 октября 1937 или 14 сентября 1937, Грузия) — российский и грузинский политик, эсер, член Всероссийского учредительного собрания и Учредительного собрания Грузии, министр путей сообщения Грузинской демократической республики.

## Биография
Иван Лорткипанидзе родился 30 июля 1890 года в селе Марани Сенакского уезда в дворянской семье.
С 1900 учился в Тифлисской гимназии. Во время учёбы участвовал в работе молодежной организации социалистов-революционеров. В 1905 году за революционную деятельность был арестован и исключён из 7-го класса гимназии с «волчьим билетом» (без права продолжать учёбу). После освобождения из тюрьмы он продолжал заниматься партийной организационной работой. Вскоре он был допущен к продолжению учёбы в 1-й гимназии в Тифлисе и окончил её в 1907 году. В том же году поступил на медицинский факультет Харьковского университета, который окончил в 1913.

### Революционная деятельность

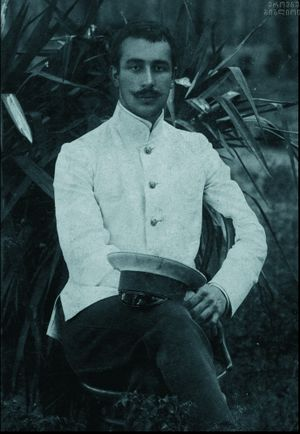

В 1913 году он был арестован и заключён в тюрьму на 3 месяца в городе Вольске в Саратовской губернии. В 1914 году, после начала Первой мировой войны, был мобилизован в армию и направлен для работы в 480-й полевой госпиталь на Румынском и Юго-западном фронтах.
В 1917 году председатель Одесской городской думы. Делегат I Всероссийского съезда Советов рабочих и солдатских депутатов, член ВЦИК-1. Председатель исполкома Советов Румынского фронта, Черноморского флота и Одесской области (Румчерод).
В ноябре 1917 года он был избран членом Национального совета Грузии.
В декабре 1917 году способствовал попыткам установить дипломатические отношения Грузии и Украины. Именно тогда Иван Лордкипанидзе, депутат Всероссийского Учредительного собрания, находился в Одессе, где был уполномочен Национальным Советом Грузии выполнять обязанности военного комиссара при правительстве УНР. В январе 1918 года в связи с отъездом в Петроград передал свои полномочия Давиду Вачейшвили.
В конце 1917 году избран в члены Учредительного собрания в избирательном округе Румынского фронта по списку № 3 (эсеры и Совет крестьянских депутатов). Член бюро фракции эсеров Учредительного собрания, участник его единственного заседания 5 января.
В феврале 1918 года был избран членом Закавказского сейма. В марте 1918 года, после раскола в Закавказской организации эсеров, стал членом грузинской партии социалистов-революционеров и был избран в её Центральный комитет. 26 мая 1918 года был подписан Акт провозглашения независимости Грузинской демократической республики и Декларация независимости Грузии. В 1918 году он был членом парламента Грузинской демократической республики. В первом правительстве республики исполнял обязанности министра юстиции. Одновременно был комиссаром по здравоохранению и образованию Сухумского округа (Абхазии). В 1919 году он был избран членом Учредительного собрания Республики Грузия по списку грузинской партии социалистов-революционеров. Был членом Технической комиссии. С 26 мая 1918 по 14-21 марта 1919 года — министр путей сообщения Грузинской демократической республики.

### При советской власти
В 1921 году остался в Грузии. Подвергался репрессиям по обвинению в контрреволюционной деятельности в 1922 и 1924 годах. С 1929 года назначен директором Санитарно-гигиенического научно-исследовательского института Наркомата Грузинской ССР. Основатель санитарной статистики в Грузии.
В 1937 году он был арестован 4-м отделом УГБ НКВД Грузинской ССР, был обвинён в том, что  возглавлял подпольную контрреволюционную эсеровскую организацию и входил в состав интерпартийного комитета. 13 сентября 1937 года состоялось заседание Военной коллегии Верховного суда СССР, на котором он приговорён к расстрелу с конфискацией личного имущества, по другим сведениям осуждён 13 ноября 1937 года тройкой при НКВД Грузинской ССР в составе Гоглидзе, Церетели, Талахадзе и Морозова при докладчике Нацвлишвили. Приговор приведён в исполнение в ночь на 14 сентября, по другим сведениям 14 ноября 1937 года.

### Рекомендуемые источники
- ირაკლი ხვადაგიანი. საქართველოს დამფუძნებელი კრება 1919. საბჭოთა წარსულის კვლევის ლაბორატორია. გვ. 286—288, თბილისი, 2016. (Ираклий Хвадагиани. Учредительное собрание Грузии 1919. Советская научно-исследовательская лаборатория прошлого. c. 286—288, Тбилиси, 2016)
- საქართველოს დამფუძნებელი კრება 1919. -თბ., 2016.-გვ.286